# Mercantil Nova Era
O Mercantil Nova Era é uma rede brasileira de atacado sediada na cidade de Manaus. É a maior distribuidor atacadista da Região Norte, segundo as pesquisas da ABAD em parceria com a Nielsen. Atua nos estados do Acre, Amazonas, Rondônia e Roraima.

## História

### 1981–1998
O Mercantil Nova Era foi fundado em 11 de agosto de 1981 pelo empresário Luiz Gastaldi Junior, em Ji-Paraná, no estado de Rondônia. Após quatro anos, a empresa instalou sua matriz na capital Porto Velho, visando expandir seus negócios em todo o estado.
Nas décadas de 80 e 90, expandiu-se pela Região Norte, chegando à Manaus, que despertou a atenção de todo o Brasil e do mundo para as atividades industriais e o desenvolvimento do comércio da cidade, o que possibilitaram um crescimento econômico e populacional significativos no município. O maior centro urbano de toda Região Norte contribuiu para que a cidade desenvolvesse um mercado cada vez mais amplo e diversificado, exigente por meios de distribuição modernos e sempre mais eficientes e eficazes.
O Mercantil Nova Era buscou novamente a expansão de seus negócios, apostando na expansão interestadual, e, no ano de 1998, transferiu a sua matriz para Manaus, a capital do estado do Amazonas.

### 1999–presente
Em 2004, uniu-se ao seleto grupo do DEC Brasil, com o foco na distribuição de produtos da categoria de cosméticos, higiene pessoal e acessórios, tendo como diferencial o desenvolvimento do ponto de venda do cliente. E em 2008 criou a DAN Nova Era, empresa especializada na distribuição de produtos Nestlé.